# Gewinner
Gewinner ist ein Lied des deutschen Popsängers und Rappers Clueso aus dem Jahr 2008.

## Entstehung und Veröffentlichung
Das Lied wurde vom Interpreten selbst, zusammen mit Baris Aladag und Ralf Christian Mayer, geschrieben beziehungsweise komponiert. Die beiden Koautoren Aladag und Mayer zeichneten darüber hinaus für die Produktion verantwortlich.
Die Erstveröffentlichung von Gewinner erfolgte als Teil von Cluesos viertem Studioalbum So sehr dabei am 30. Mai 2008. Am 3. April 2009 erschien das Lied als vierte Singleauskopplung aus dem Album. Diese erschien als 2-Track-CD-Single mit einem Remix als B-Seite.

## Inhalt
Im Liedtext geht es um die Komplexität und Unsicherheit einer Liebesbeziehung und beschreibt die vom lyrischen Ich empfundene Unsicherheit. Dabei betont es die Idee, sich in der Liebe zu verlieren und die Bedeutung gegenseitigen Verständnisses.

## Musikvideo
Das dazugehörige Musikvideo entstand unter der Regie von Baris Aladag. Auf der Videoplattform YouTube zählte es bis Oktober 2023 über 7,9 Millionen Aufrufe.

## Rezeption

### Charts und Chartplatzierungen
| ChartsChartplatzierungen | Höchstplatzierung | Wochen |
| ------------------------ | ----------------- | ------ |
| Deutschland (GfK)        | 21 (34 Wo.)       | 34     |
| Österreich (Ö3)          | 46 (11 Wo.)       | 11     |
| Schweiz (IFPI)           | 91 (1 Wo.)        | 1      |

| ChartsJahrescharts (2009) | Platzierung |
| ------------------------- | ----------- |
| Deutschland (GfK)         | 52          |

### Auszeichnungen für Musikverkäufe
| Land/Region        | Auszeichnungen für Musikverkäufe (Land/Region, Auszeichnung, Verkäufe) | Verkäufe |
| ------------------ | ---------------------------------------------------------------------- | -------- |
| Deutschland (BVMI) | Gold                                                                   | 150.000  |
| Insgesamt          | 1× Gold ·                                                              | 150.000  |

## Coverversionen (Auswahl)
- 2013: Heino (Album: Mit freundlichen Grüßen)[10]
- 2022: Lotte (Album: Sing meinen Song – Das Tauschkonzert, Vol. 9)[11]